# Sapria himalayana
Sapria himalayana Griff. è una pianta appartenente alla famiglia delle Rafflesiaceae. Vive completamente dipendente dalla pianta ospite per l'acqua, i nutrienti e i prodotti della fotosintesi che assorbe attraverso organi specializzati chiamati austori. Questi austori sono attaccati sia allo xilema che al floema della pianta ospite.

## Descrizione

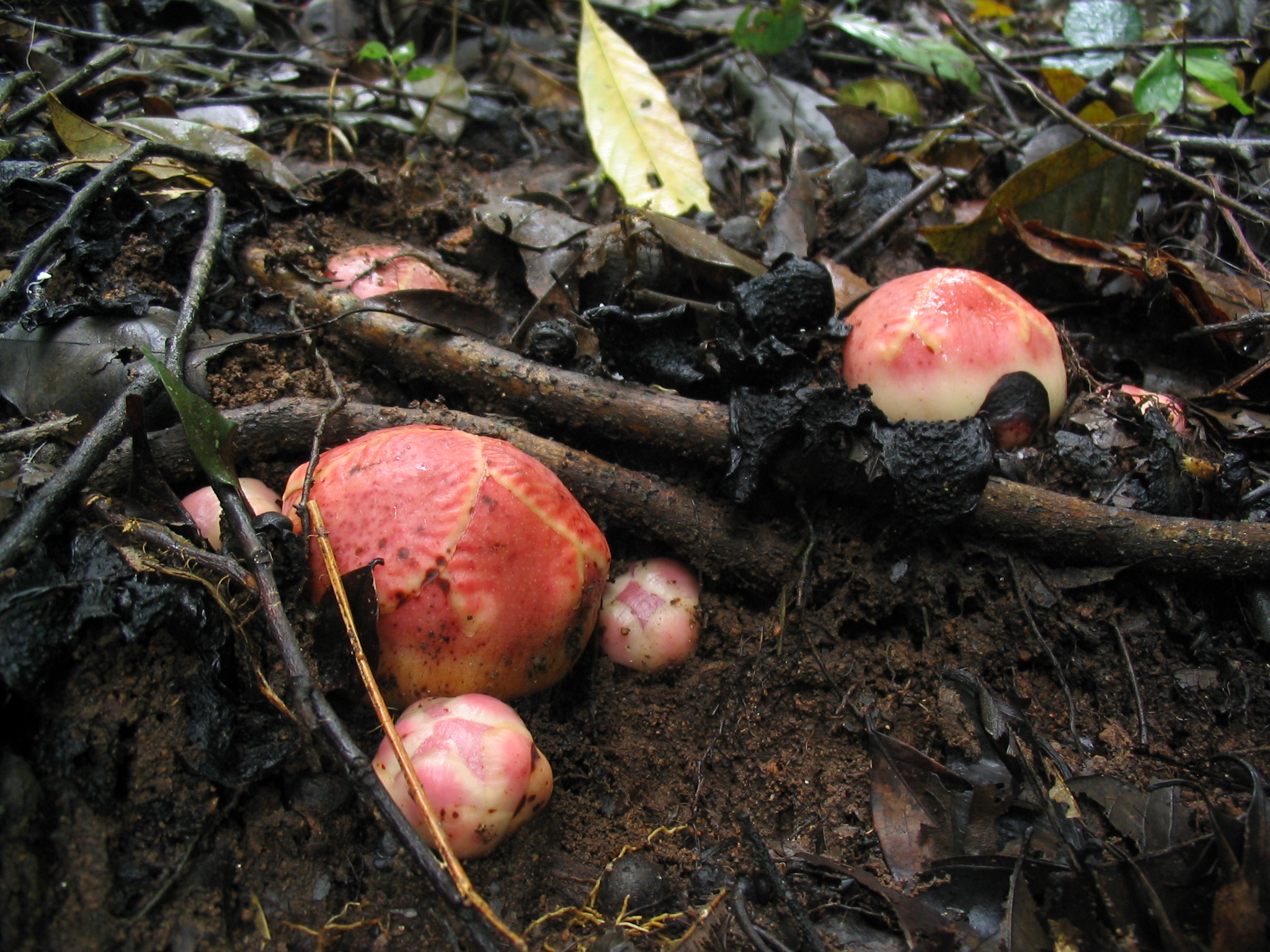
Boccioli di S. himalayana

Il corpo visibile di S. himalayana è globoso. I fiori misurano circa 20 cm di diametro e sono dioici e unisessuali. Hanno 10 brattee e sono di colore rosso vivo ricoperte da macchie di colore giallo zolfo. Spuntano sopra il terreno, fioriscono per 2-3 giorni ed emanano un odore putrido. I fiori sono carnosi con infiorescenza embricata. Il perianzio è campanulato. I fiori maschili hanno antere bilobate, largamente ellissoidali, deiscenti per i pori apicali; base del corpo apicale cupolare convessa; ginostegio rosso sangue. I fiori femminili hanno una base del corpo concava e cupolare con stami sterili. La stagione della fioritura e della fruttificazione avviene tra dicembre e febbraio. Dopo la fioritura, il fiore assume un colore scuro, per poi decomporsi lentamente. I frutti sono gonfi e sormontati dal perianzio. I frutti sono grandi quanto un pompelmo e di colore bruno-nerastro.
S. himalayana è un parassita radicale e i suoi ospiti abituali sono liane dei generi Vitis e Tetrastigma. È stato suggerito che l'impollinazione avvenga tramite mosche, mentre la dispersione dei semi potrebbe avvenire tramite roditori, ma ciò non è stato confermato dall'osservazione diretta.

## Distribuzione e habitat
S. himalayana è nativa dell'Asia (Cina, India, Bhutan, Indocina). La specie è stata rinvenuta nel Parco Nazionale Namdapha nel nord-est dell'India. Storicamente, sono registrati rinvenimenti della specie provenienti da altre aree del nord-est dell'India come le colline Mishmi e Aka nell'Arunachal Pradesh e in Assam, Manipur e Meghalaya, ma non ci sono state registrazioni recenti della specie provenienti da queste aree. In Thailandia S. himalayana si rinviene nel Parco Nazionale Doi Suthep, sul Doi Inthanon, nel Parco Nazionale Doi Phu Kha, nel Santuario della vita selvatica di Thungyai, nel Parco Nazionale Kaeng Krachan sui monti del Tenasserim. Si trova anche nelle colline Dawna e Karen del Myanmar e in Vietnam. Il suo habitat naturale sono le foreste sempreverdi ad altitudini comprese tra 800 e 1.450 metri.
In Vietnam, la specie è nota solo sull'altopiano di Lang Biang, dove è stata registrata presso il lago Tuyền Lâm, nella foresta protetta di Nam Ban e nell'area di Cam Ly.